# Light Years
Light Years je sedmé studiové album australské zpěvačky Kylie Minogue, vydané 25. září 2000 pod nahrávací značkou Parlophone. Styl alba naznačoval její návrat k „mainstreamovým popovým a dance melodiím“. Obdrželo příznivé ohlasy od hudebních kritiků, z nichž někteří oceňovali její nové popové kořeny a elektronickou hudbu. Album dosáhlo prvního místa v Austrálii, čímž se stalo prvním zpěvaččiným albem, které se tam vyšplhalo na první příčku. Později bylo čtyřikrát platinové od Australian Recording Industry Association (ARIA). Minogue propagovala album televizními vystoupeními a rozhovory. Poté bylo propagováno koncertním turné On a Night Like This Tour, se kterým navštívila Evropu a Austrálii.

## Pozadí a uvolnění
V roce 1998 skončila smlouva Minogue s Deconstruction Records, kvůli relativně neúspěšnému komerčnímu zisku alba Impossible Princess. V roce 1999 měla Minogue už podepsanou smlouvu s nahrávací společností Parlophone. Začala nahrávat písničky pro své sedmé album, Light Years, z nichž nejznámější je hlavní singl „Spinning Around“, jenž se stal hitem, který získal první příčku a byl považován za zpěvaččin comeback. Album bylo vydáno 22. září 2000 v Austrálii a na Novém Zélandu a o tři dny později ve Spojeném království a Evropě, po singlu „Spinning Around“. Obsahuje skrytou skladbu „Password“, který je obsažen v pregapové části CD na začátku první stopy. Minogue propagovala album velice úspěšným koncertním turné On a Night Like This Tour, se kterým navštívila Evropu a Austrálii. Kvůli úspěchu alba a i turné byla 5. března 2001 vydána speciální edice alba. Obsahovalo původní album spolu s druhým diskem s různými remixy. Pro australské vydání byly přidány další remixy a cover hitu Olivie Newton-Johnové „Physical“, poté, co si tato píseň zasloužila slavná vystoupení na turné.

## Složení
Album zkombinovalo osvěžující dance-popový zvuk; úvodní skladbou je hlavní singl „Spinning Around“, který byl složen na základech disco. Na jeho napsání se spolupodílela americká zpěvačka Paula Abdul, která plánovala, že to bude její vlastní comeback singl. Nicméně na její album nikdy nedošlo, takže Parlophone píseň získal a dal ji Minogue. „On a Night Like This“ bylo zaznamenáno pro svůj zvuk housu a europopu. Tato píseň byla vydána jako druhý singl a Minogue ji zazpívala na závěrečném ceremoniálu olympijských her v roce 2000 v Sydney. „So Now Goodbye“ napsala Minogue se Stevem Andersonem. Tato písnička je směsicí stylů disco a housu. „Disco Down“ ukázalo zvuk moderního disco, ale také včetně synthpopu a elektronických stylů, stejně jako titulní skladba „Light Years“. Obě písně byly považovány za ty nejlepší na albu a byly vyzdvihované pro to, že byly futuristické.
„Loveboat“ a „Your Disco Needs You“ byly napsány Minogue ve spolupráci s Robbiem Williamsem a Guyem Chambersem. Obě písně vznikly jako pocta disco hudbě. Williams a Chambers napsali také skladbu „Kids“, původně jako sólo singl pro Minogue, ovšem pak se z ní stal duet. Píseň „Kids“ byla vydána v říjnu 2000 jako druhý singl z alba Robbieho Williamse Sing When You're Winning a jako třetí singl z alba Minogue. Ačkoliv většinu písní tvořily originální nahrávky, Minogue nazpívala také cover verzi písně „Under the Influence of Love“ Barryho Whitea. Další skladby se různily ve zvuku, od čtvrtého singlu „Please Stay“, který obsahoval styl latinské hudby, po „Bittersweet Goodbye“, jedinou baladu na albu. Píseň „Butterfly“ byla také uznávána jako výjimečná na albu, a to kvůli silným vlivům elektronické hudby.

## Singly
V červnu 2000 bylo jako hlavní singl alba vydáno „Spinning Around“. Značilo návrat Minogue k mainstreamovému popu a dosáhla s ním na první příčku v Austrálii i ve Velké Británii. Video zachycovalo Minogue, jak tančí v přeplněném nočním klubu, a odstartovalo u bulvárních plátků posedlost její osobou. V září 2000 pak bylo jako druhý singl vydáno „On a Night Like This“, které získalo první příčku v Austrálii a druhou ve Velké Británii. Vydání singlu se krylo s jejím vystoupením na letních olympijských hrách 2000, kde zazněla právě tato píseň. V nadcházejícím týdnu se vrátila v Austrálii na nejvyšší příčku, ze které už předtím spadla.
V říjnu 2000 byl jako třetí singl alba vydán duet s Robbiem Williamsem „Kids“, což byl zároveň druhý singl z jeho čtvrtého studiového alba Sing When You're Winning. Písnička byla napsána Williamsem a Guyem Chambersem a dosáhla na druhou příčku ve Velké Británii a 14. příčku v Austrálii. Na Robbieho albu se objevuje jiná verze písně, která na konci obsahuje jím namluvený rap. Jako čtvrtý singl bylo v prosinci 2000 vydáno „Please Stay“, které dosáhlo na 10. příčku ve Velké Británii a 15. příčku v Austrálii. B-side singlu s názvem „Santa Baby“ byl vydán v britském rádiu jako promo singl během Vánoc. Minogue zazpívala „Please Stay“ v britské hudební show Top of the Pops.
„Your Disco Needs You“, napsané Minogue, Williamsem a Chambersem, bylo vydáno jako pátý a poslední singl alba v lednu 2001 a dosáhlo na 31. příčku v Německu. Píseň byla vydána také v Austrálii jako limitovaná edice v počtu 10 000 kopií a dosáhla na 20. příčku, než spadla na 45. a nakonec z tabulky úplně vypadla. Písnička „Butterfly“ byla vydána jako skladba pro kluby ve Spojených státech, kde dosáhla na 14. příčku v žebříčku Billboard Hot Dance Club Play.

## Kritický příjem
Album Light Years bylo hudebními kritiky přijato dobře. Chris True z Allmusic komentoval, že album „není jen další dance-popová nahrávka od Minogue, nýbrž skvělá sbírka europopu“. Shrnul, že je to „pravděpodobně jedna z nejlepších disco nahrávek od sedmdesátých let“ a že album představuje „Minogue cítící se pohodlně s tím, kým je a v čem je dobrá“. V retrospektivní review pro Digital Spy v roce 2011 Nick Levine vychvaloval album jako „blyštivou, třpytivou disko nahrávku začátku nového milénia“.

## Komerční výkon
V Austrálii album Light Years debutovalo na druhé příčce v ARIA Charts 2. října 2000. O tři týdny později album vyšplhalo na první příčku, čímž se stalo prvním albem Minogue, které získalo první místo v její domovině. Strávilo 41 týdnů v Top 50 a bylo oceněno jako čtyřikrát platinové asociací Australian Recording Industry Association za prodání více než 280 000 kopií. Na Novém Zélandu se album umístilo na 8. příčce v žebříčku alb Recorded Music NZ a zůstalo tam dohromady pět týdnů. Ve Velké Británii dosáhlo na druhou příčku UK Albums Chart. 9. února 2001 bylo oceněné jako platinové British Phonographic Industry za odeslání více než 300 000 jednotek. Album se dostalo na 16. příčku v Maďarsku, 24. příčku ve Finsku, 26. příčku ve Švédsku, 28. příčku ve Švýcarsku a 35. příčku v Německu.

## Seznam skladeb
| Pořadí | Název                       | Autor                                                      | Producent(i)          | Délka |
| ------ | --------------------------- | ---------------------------------------------------------- | --------------------- | ----- |
| 1.     | Spinning Around             | Ira Shickman, Osborne Bingham, Kara DioGuardi, Paula Abdul | Mike Spencer          | 3:27  |
| 2.     | On a Night Like This        | Steve Torch, Graham Stack, Mark Taylor, Brian Rawling      | Stack, Taylor         | 3:31  |
| 3.     | So Now Goodbye              | Kylie Minogue, Steve Anderson                              | Douglas               | 3:37  |
| 4.     | Disco Down                  | Douglas                                                    | Douglas               | 3:57  |
| 5.     | Loveboat                    | Minogue, Guy Chambers, Robbie Williams                     | Chambers, Steve Power | 4:10  |
| 6.     | Koocachoo                   | Minogue, Douglas                                           | Douglas               | 4:00  |
| 7.     | Your Disco Needs You        | Minogue, Chambers, Williams                                | Chambers, Power       | 3:33  |
| 8.     | Please Stay                 | Minogue, Richard Stannard, Julian Gallagher, John Themis   | Stannard, Gallagher   | 4:08  |
| 9.     | Bittersweet Goodbye         | Minogue, Anderson                                          | Anderson              | 3:43  |
| 10.    | Butterfly                   | Minogue, Anderson                                          | Mark Picchiotti       | 4:09  |
| 11.    | Under the Influence of Love | Paul Politi, Barry Eugene White                            | Stannard, Gallagher   | 3:24  |
| 12.    | I'm So High                 | Minogue, Chambers, Megan Smith                             | Chambers, Power       | 3:33  |
| 13.    | Kids (s Robbiem Williamsem) | Williams, Chambers                                         | Chambers, Power       | 4:19  |
| 14.    | Light Years                 | Minogue, Stannard, Gallagher                               | Stannard, Gallagher   | 4:48  |